# Proctologie
La proctologie (du grec ancien πρωκτός / prōktós (« anus ») et λογία / logía (« étude »)) est une spécialité de la gastro-entérologie étudiant les maladies de l'anus et du rectum. Le proctologue est le spécialiste de ce domaine ; il peut être  gastro-entérologue ou chirurgien digestif de formation.
L'examen proctologique consiste en un interrogatoire orienté sur la pathologie de la région anale, sur l'inspection de la marge anale, sur le toucher rectal, l'anuscopie et la rectoscopie.
Le proctologue est souvent considéré comme le médecin de choix des hémorroïdes.

## Pathologies de la région anale et du rectum
- varicosités ou gonflement, et inflammation des veines dans le rectum et l'anus (hémorroïdes)
- fissures anormales dans l'anus (fissure anale)
- raccordements ou passages anormaux entre le rectum ou tout autre secteur anorectal à la surface de peau (fistules anales)
- états graves de constipation
- incontinence fécale
- Condylomes (verrues génitales)[2]
- Prolapsus rectal : protrusion des parois du rectum à travers l'anus
- corps étrangers rectaux
- défauts de naissance tels que l'anus non perforé
- cancer du côlon et du rectum (cancer colorectal)
- cancer anal (rare)
- toutes les blessures à l'anus

## Particularités par pays

### France
Bien qu'une première consultation de proctologie ait été créée par Raoul Bensaude à l'hôpital Saint-Antoine au début du XXe siècle, la proctologie n'est pas une spécialité reconnue en France par le Conseil national des universités (CNU). Entre autres conséquences, cela veut dire qu'on ne trouve pas cette spécialité dans les annuaires téléphoniques (papier ou sur Internet, voir Pages jaunes). Pour trouver un proctologue, il faut donc chercher parmi les gastro-entérologues ou  parfois les chirurgiens digestifs.